# Bussy-en-Othe
Bussy-en-Othe is een gemeente in het Franse departement Yonne (regio Bourgogne-Franche-Comté) en telt 779 inwoners (2004). De plaats maakt deel uit van het arrondissement Auxerre.

## Geografie
De oppervlakte van Bussy-en-Othe bedraagt 58,0 km², de bevolkingsdichtheid is 13,4 inwoners per km².
De onderstaande kaart toont de ligging van Bussy-en-Othe met de belangrijkste infrastructuur en aangrenzende gemeenten.

## Demografie
Onderstaande figuur toont het verloop van het inwonertal (bron: INSEE-tellingen).